# 40年代
| 千纪： | 1千纪                                                                        |
| 世纪： | 前1世纪 \| 1世纪 \| 2世纪                                                    |
| 年代： | 10年代 \| 20年代 \| 30年代 \| 40年代 \| 50年代 \| 60年代 \| 70年代           |
| 年份： | 40年 \| 41年 \| 42年 \| 43年 \| 44年 \| 45年 \| 46年 \| 47年 \| 48年 \| 49年 |

## 大事记
- 40年，交趾郡女子徵側起兵反汉。
- 40年，盧芳降，東漢封他為代王（山西陽高）。
- 41年，劉秀廢皇后郭圣通，改立陰麗華為皇后。
- 42年，蜀郡守將史歆據成都反汉，被大司馬吳漢擊斬。
- 42年，伏波將軍馬援深入交趾擊徵側。盧芳再叛，降匈奴。
- 42年，羅馬帝國皇帝卡利古拉於宮中被刺身死。叔父克劳狄一世嗣位。
- 43年，馬援斬徵側，交趾平。
- 43年，廢太子劉彊為東海王，立其弟劉莊為太子。
- 43年，原武（河南原陽）人單臣據城叛，兵敗被殺。
- 43年，匈奴侵上黨（山西長子）、天水（甘肅甘谷）、扶風（陝西興平）。
- 43年，馬援出屯襄國（河北邢台）抵御。
- 46年，匈奴呼都而尸道皋若鞮單于卒，子烏達鞮侯單于嗣位，又卒，弟蒲奴單于嗣位，國勢漸衰。
- 48年，匈奴南邊八部，共立日逐王為呼韓邪單于，降汉。匈奴分裂為南北二國。
- 48年，東漢遣伏波將軍馬援擊武陵蠻。

## 逝世
- 49年，馬援